# Скадовська районна рада
Скадовська райо́нна ра́да — районна рада Скадовського району Херсонської області. Адміністративний центр — смт Скадовськ.

## Склад ради
Загальний склад ради: 30 депутатів.

### Голова
Старенький Олег Федорович (нар. 1957) — голова Скадовської районної ради від 31 жовтня 2010 року (на другому терміні).

#### Голови районної ради (з 2006 року)
| ПІБ                       | Основні відомості                                                               | Дата обрання | Дата звільнення |
| ------------------------- | ------------------------------------------------------------------------------- | ------------ | --------------- |
| Старенький Олег Федорович | Голова районної ради, 1957 року народження, член «Партії регіонів»              | 26.03.2006   | 31.10.2010      |
| Старенький Олег Федорович | Голова районної ради, 1957 року народження, освіта вища, член «Партії регіонів» | 31.10.2010   |                 |

Примітка: таблиця складена за даними джерела